# Top Spin 2K25
TopSpin 2K25 est un jeu vidéo de tennis développé par Hangar 13 et publié par 2K. Il constitue un opus de la série Top Spin. Un teaser a été diffusé le jour de son annonce officielle. Le jeu est sorti le 26 avril 2024. Il s'agit du premier titre de la série principale à ne pas être disponible sur une console Nintendo,,. Roger Federer et Serena Williams apparaissent sur la jaquette de l'édition standard.

## Développement
Le développement du jeu est assuré par la filiale tchèque du studio Hangar 13,,.
La bande-son de TopSpin 2K25 est composée par BT.

## Joueurs
TopSpin 2K25 propose une sélection de joueurs de tennis professionnels, masculins et féminins,,.

### Joueurs masculins
- Carlos Alcaraz
- Andy Murray
- Alexander Zverev[note 1]
- Matteo Berrettini
- Jannik Sinner[note 1]
- Daniil Medvedev
- Roger Federer
- Andre Agassi
- Taylor Fritz
- John McEnroe
- Pete Sampras
- Ben Shelton
- Frances Tiafoe

### Joueuses féminines
- Leylah Fernandez
- Karolína Plíšková
- Caroline Wozniacki
- Paula Badosa
- Caroline Garcia[note 1]
- Emma Raducanu
- Steffi Graf
- Naomi Osaka
- Iga Świątek
- Maria Sharapova
- Belinda Bencic
- Coco Gauff
- Madison Keys
- Sloane Stephens
- Serena Williams

## Système de jeu
Le jeu propose différents modes de jeu et diverses fonctionnalités,,.

## Accueil
TopSpin 2K25 a reçu un accueil généralement favorable de la critique, obtenant un score de 76/100 sur le site agrégateur de critiques Metacritic,,.

Il a été nommé dans la catégorie "Meilleur jeu de sport/course" lors des Game Awards 2024.
Le jeu inclut des tournois sous licence officielle, ainsi que des tournois fictifs.